# Баска автономна област
Баската автономна област (на испански: País Vasco; на баски: Euskal Autonomia Erkidegoa), наричана също Страна на баските или Еускади (на баски: Euskadi), е автономна област в Испания от 1979 г. Разположена е на югоизточното крайбрежие на Бискайския залив, като една от провинциите ѝ – Биская – е древно васалство на кастилските крале. На североизток автономната област граничи с Франция, на юг с Ла Риоха, Кастилия и Леон, на запад с Кантабрия, а на изток с Навара. В миналото е била позната с имена като Басконгадас или провинция Басконгадас, а днес обединява териториите на трите провинции Алава, Гипускоа и Биская.
Населението на областта (към 2011 г.) е 2 185 393 души. Столица на областта е гр. Витория, а най-голям град е Билбао.
Според действащата Конституция на Испания автономната област Навара, в която има значително баско население, също има право да се приобщи към територията на Страната на баските, но от внасянето на конституционната поправка, позволяваща приобщаването ѝ през 1982 г., правителството на Навара не е проявявало подобен интерес, отстоявайки собствената си независимост.
Въпреки широката автономия на Страната на баските, от десетилетия тлее конфликт между баските сепаратисти от ЕТА и испанското правителство и неговите поддръжници в областта, които представляват огромното мнозинство. В последните години терористите са изолирани все повече от широките обществени кръгове в Страната на баските, но въпреки това продължават своята дейност, чиято честа жертва са дейци на правосъдието и полицията и местни политици.
Причините за възникване и засилване на баския национализъм и сепаратистките тенденции на баския тероризъм в лицето на ЕТА са историческите неуспехи на карлизма и силното национално потисничество на баските области по времето на диктатурата на генерал Франко, както и забраната му да се използва баски език дори в тесните семейни кръгове.

## Наименования
Понятията Еускади и Страна на баските (според Устава за автономността на Страната на баските – Euskadi и Euskal Herria, на баски) са официалните названия на баската автономна област.

### Еускал Ерия
Приема се също испанското название Страна на баските, или по-честото Euskal Herria (Еускал Ерия), което означава обособените културно и исторически баски земи, смятани от баските националисти като изконни на суверенната си нация: настоящата Страна на баските (обхващаща сегашните провинции Алава, Гипускоа, Биская) и Навара, както и историческите баски територии попадащи в сегашна Франция (Ипаралде).
Наименованията Страна на баските или Euskal Herria, лишени от политически подтекст се използват също за означаване на пиренейските земи в Испания и Франция обхващащи провинциите на Биская, Гипускоа, Алава и Навара в Испания, и Сола (Zuberoa, Soule), Долна Навара (Nafarroa Beherea, Basse Navarre) и Лаборт (Lapurdi, Labourd) във Франция.

## История
Римските историци са оставили свидетелства за древните жители на съвременните баски земи, различавайки няколко племенни групи, чийто език е все още непознат на съвременната наука. Разнородни са и сведенията за териториалното им разпределение от двете страни на Пиренеите.
Романизацията на тези територии е оставила дълбока и трайна следа, въпреки опозицията на местното население.
С падането на Римската империя се умножават вестготстките колонии в Иберия, превръщайки се за кратно време в част от вестготското кралство, чийто устои биват разклатени с мюсюлманските нашествия от юг.
Някои съвременни историци предполагат, че именно баските отряди са оказали решаващата съпротива, разгромявайки франкските войски, предвождани от Карл Велики в легендарната битка в Ронсенвал през 778 г.
Едно от най-древните християнски кралства на испанска територия е създаденото през втората половина на IX век и в продължение на X век Кралство на Памплона.
По времето на Санчо III Гарсес (1004 – 1035) кралството на Нахера-Памплона достига териториалния си разцвет обхващайки по-голямата част от Иберийския Север. Кралят е запомнен със званията Рекс иберикус (Rex Ibericus) и Рекс Наваре Испаниарум (Rex Navarrae Híspaníarum).
След смъртта на Санчо III (1035 г.) кралството се разделя между синовете му и през XII век възникват новите политически структури с кралствата Навара, Арагон и Кастилия.
През Средновековието Бискайското васалство доброволно се приобщава към Кастилия.
През 1200 кралството Навара губи част от териториите си (Алава, Гипускоа и Дурангесадо), които минават в ръцете на кастилския монарх, докато Навара ориентира териториалните си претенции на североизток, към Арагон и отвъд Пиренеите.
Както Навара, така и Баските провинции запазват древните си териториални привилегии и значителна степен на независимост и самоуправление до XIX век, когато биват частично отменени от правителството на Кановас дел Кастильо, след разгрома на карлизма.
По времето на франкизма единствено Алава и Навара запазват древните си автономни права.
След приемането на Устава за автономността на Страната на баските през 1979 г., автономната област Еускади наследява различните исторически права и привилегии на териториите с баско население.